# 拉萨当雄机场
当雄机场（藏語：འདམ་གཞུང་གནམ་གྲུ་ཐང་，威利转写：'dam gzhung gnam gru thang），位于西藏自治区拉萨市当雄县。简易碎石跑道长4500米，海拔4230米。是西藏有史以来第一个机场。

## 历史
1955年12月24日，国务院指示空军在拉萨修建机场，开辟进藏的空中航线。1956年元旦后，西藏军区参谋长陈明义、司令部作战处长柴洪泉带着军区测绘人 员和空军修建部人员为新机场选址。当雄选址不占群众耕地与草场，净空条件好，现场有砂石原料，报军委批准。参加施工的解放军建筑工程第1XY团、军区工兵机械营共计4000余人、各专区调集的藏族民工5020人。设立当雄机场修建指挥部，指挥长兼政委陈明义，副指挥长噶雪·曲吉尼玛，副政委王建中（空军修建部政委）。1956年2月中旬开始施工历经118天施工于1956年5月26日突击建成一条临时跑道。
1956年5月26日上午9时13分，空13师副师长韩琳上校机组驾驶5116号伊尔-12型运输机等三架飞机由青海玉树机场经2小时57分中飞抵降落于西藏当雄机场，完成了首次拉萨试航任务。当天上午十时，从当雄机场起飞，23分钟后，在当雄机场安全着陆，完成了全部试飞科目。
1956年5月29日，中国民航首任总飞行师潘国定机组驾驶着美製康维尔-240型客机“北京号”从四川广汉机场起飞，成功降落在当雄机场。1956年6月4日上午，陈毅副总理率领的参加西藏自治区筹备委员会成立大会的中央代表团，在中央人民政府驻西藏特别代表张经武陪同下乘伊尔-12型运输机由当雄机场飞抵西宁。
1950年代，中国民航适用高高原飞行的只有这架康维尔-240型客机“北京号”，且缺少备用发动机，运力及维修都难以保证。1959年，中国民航局引进苏联伊尔－18型大型客机，并派出多个工作组，到当雄机场气象保障，跑道道面、油料供应、地面氧气设备等航务问题。1960年6月1日，孙全贵机长驾驶伊尔-18型206号客机，从北京起飞到拉萨，技术性试飞成功。当时中国民航仅有的3架伊尔－18型飞机，没有运力开通到拉萨的正常航班。
1964年8月初，民航派工作组前往西藏共商正式开航事宜，发现拉萨当雄机场跑道表面沥青层已经老化，基础普遍松软。民航总局开始修复3000米的跑道，并完善了其他准备工作。
1965年3月1日，孙全贵和毕春芳驾驶伊尔-18型204号机，从北京起飞，当晚经停成都，3月2日10时30分飞抵当雄机场，北京——成都——拉萨航线正式通航。 民航总局副局长沈图指示，因为“暂时有对外影响问题”，这次开航不搞对外宣传。
航班正式开辟后，因机场原因，暂无固定班期，每月月初及月中各飞一班。为使航班固定，以西藏交通处为主组成拉萨当雄机场修建指挥部，民航总局派出技术小组参加工作。调集民工和部队对上半年抢修跑道再加平整，并向东延长500米，使跑道全长达3500米，跑道两侧各加宽5米，总宽为50米。另修滑行联络道467米。1965年3月10日开工，7月10日竣工。验收合格交付使用后于8月1日起，每周固定飞行一班。
1966年11月25日，贡嘎机场投入运营。当雄机场停止民航。
2020年7月，軍事迷發現解放軍在西藏大舉整修軍事設施，其中包括已經廢止的當雄機場。